# After Tone III
『After Tone III』（アフター･トーン・スリー）は、岡村孝子の通算3枚目のリミックス・アルバム。1994年3月2日発売。発売元はファンハウス（現・ソニー・ミュージックレーベルズ）。

## 解説
- オリジナルアルバム3枚ごとにリリースされる、リミックス・セレクション・アルバムの第3作。
- 7枚目『Chou-fleur』（1991年7月17日発売）、8枚目『mistral』（1992年6月20日発売）、9枚目『満天の星』（1993年7月28日発売）から14曲を選出している。
- イタリア・カプリ島のカプリ・デジタルスタジオにてリミックスを行った。カプリ島は別名「レモン島」とも呼ばれるが、本CDの裏ジャケットには、樹に実るレモンの写真が掲載されている。
- 歌詞カードには、岡村本人によるセルフライナーノーツを掲載。

## 収録曲
- 全曲作詞・作曲: 岡村孝子

|    | 曲名 | 演奏時間 | 編曲     |
| 1  | 笑顔にはかなわない                                                                                           | 4:59     | 萩田光雄 |
| 1  | リスナーと岡村孝子をつなぐ、大切な1曲だとライナーノーツで語っている。コンサートでも恒例的に披露される。      |          |          |
| 2  | 無敵のキャリア・ガール                                                                                       | 5:46     | 清水信之 |
| 2  | 9thアルバム『満天の星』からシングルカットされたナンバー。                                                    |          |          |
| 3  | ミストラル 〜季節風〜                                                                                        | 4:56     | 清水信之 |
| 3  | 第一生命「コーラス」イメージソング。コマーシャルには、岡村本人も出演した。                                   |          |          |
| 4  | フォーエバー・ロマンス                                                                                       | 5:18     | 田代修二 |
| 4  | 日本テレビ系特別番組『皇太子様・雅子様 ご成婚スペシャル』テーマソング                                        |          |          |
| 5  | ポプラ | 5:43     | 清水信之 |
| 6  | 愛を急がないで                                                                                               | 5:49     | 萩田光雄 |
| 6  | 第一生命CMイメージソング、テレビ東京系テレビドラマ『幸せを急がないで 派遣OL恋物語』主題歌                    |          |          |
| 7  | MARIAGE | 5:48     | 萩田光雄 |
| 8  | 昨日よりも、今日よりも ～I love you more than yesterday～                                                    | 3:30     | 萩田光雄 |
| 8  | タイトルは、バーバラ・アン・キッパーの本を翻訳する仕事を引き受けた際、翻訳中に心にとまったフレーズだという。 |          |          |
| 9  | 夏のスピード                                                                                                 | 5:02     | 清水信之 |
| 10 | Good-Day 〜思い出に変わるならば〜                                                                            | 4:59     | 清水信之 |
| 10 | 日本テレビ系スペシャルドラマ『5月の風 〜ひとりひとりの二人〜』主題歌                                         |          |          |
| 11 | 移ろいゆく想い                                                                                               | 5:10     | 萩田光雄 |
| 12 | 新しいスタート                                                                                               | 4:38     | 田代修二 |
| 13 | 星空はいつも                                                                                                 | 4:18     | 萩田光雄 |
| 14 | 夢見る頃を過ぎても                                                                                           | 6:12     | 萩田光雄 |
| 14 | シングルカットされた「無敵のキャリア・ガール」のカップリング曲                                               |          |          |

## 関連作品
- Chou-fleur　　M-5・6・10・12
- mistral　　M-3・7・8・11
- 満天の星　　M-1・2・4・9・13・14